# 福島県道302号柳渡戸常葉線
福島県道302号柳渡戸常葉線（ふくしまけんどう302ごう やなぎわたときわせん）は、福島県田村市にある一般県道である。

## 路線概要
- 起点：田村市常葉町堀田字柳渡戸
- 終点：田村市常葉町常葉字上町
- 総延長：8.685km[1]
  - 実延長：総延長に同じ
- 路線認定年月日：1959年8月31日[2]

### 重用区間
- 福島県道381号あぶくま洞都路線（常葉町堀田字柳渡戸（起点）～同市常葉町堀田字大平）

### 道路施設
黒川橋
- 全長：22.0m
- 幅員：7.0m
- 竣工：1983年[3]

常葉町堀田字黒川にて一級水系阿武隈川水系桧山川を渡る。橋上は上下対向2車線で供用され、歩道は設置されていない。
見渡橋
- 全長：13.7m
- 幅員：5.5m
- 竣工：1958年[4]

常葉町常葉字陣馬から字長縄に至り、一級水系阿武隈川水系桧山川を渡る。

## 通過する自治体
- 福島県
  - 田村市

## 接続・交差する道路
- 福島県道112号富岡大越線（福島県道381号あぶくま洞都路線 滝根方面重用区間）（常葉町堀田字柳渡戸 起点）
- 福島県道381号あぶくま洞都路線 都路方面（常葉町堀田字大平）
- 福島県道113号常葉芦沢線（常葉町常葉字上町 終点）

## 沿線
- 田村市立関本小学校